# Музей Варшави
Музе́й Варша́ви (пол. Muzeum Warszawy), до 2014 року Історичний музей Варшави (пол. Muzeum Historyczne m.st. Warszawy) — музей у  Варшаві (Польща), присвячений історії міста. Головна будівля музею розташована на Ринковій площі Старого міста, у дільниці Середмістя. Наразі триває її реконструкція, відкриття оновленої експозиції заплановано на 2017 рік. Музей внесено до Державного реєстру музеїв.

## Історія
Музей, присвячений історії Варшави, був відкритий 1936 року і називався «Музеєм старої Варшави» (пол. Muzeum Dawnej Warszawy). Розташовувався він у 3 будинках на Ринковій площі Старого міста, придбаних варшавським муніципалітетом. Після Другої світової війни, рішенням муніципальної ради, музей був відкритий під своєю нинішньою назвою у відновлених будівлях на Ринковій площі Старого міста в 1948–1954 рр., в рамках безпрецедентної реконструкції історичного міського комплексу Старого міста. На додаток до 11 будівель також було облаштовано під музейні потреби 3 двори.

## Колекція
У колекціях музею історія Варшави представлена у картинах, малюнках, картах, гравюрах, фотографіях. Виставлено предмети, що належали знаменитим городянам. Архітектурні фрагменти, виявлені на руїнах Старого міста, демонструються у дворі музею.

## Відділи
Музей Варшави має 10 відділів. У літній час розгортається також постійна виставка Музею у варшавському барбакані, присвячена Старому місту і оборонним мурам Старої Варшави.
| №  | Відділ                                       | Адреса                            | Об'єкт | Сторінка в Інтернеті                              | Примітки                                                                        | Фото |
| -- | -------------------------------------------- | --------------------------------- | --- | ------------------------------------------------- | ------------------------------------------------------------------------------- | ---- |
| 1  | Головна будівля музею Варшави                | Ринкова площа Старого міста 28/42 | Кам'яниці зі сторони Декарта | www.muzeumwarszawy.pl                             | Реконструкція до 2017 року                                                      |      |
| 2  | Музей фармації імені Антоніни Лешневської    | вул. Пивна 31/33                  | Кам'яниця Тильмана | www.muzeumfarmacji.muzeumwarszawy.pl              |                                                                                 |      |
| 3  | Музей військового Ординаріату                | вул. Длуга 13/15                  | Підземелля Собору польської армії | www.ordynariat.muzeumwarszawy.pl                  |                                                                                 |      |
| 4  | Музей-меморіал Пальміри                      | село Пальміри, ґміна Чоснув       | Місце масових вбивств нацистами у роки Другої світової війни, кладовище-мавзолей                                                                      | www.palmiry.muzeumwarszawy.pl                     |                                                                                 |      |
| 5  | Музей Варшавської Праги                      | вул. Таргова 50/52                | Будинок Ротбліта — найстаріший мурований житловий будинок, що зберігся в дільниці Прага, флігель із залишками старого єврейського молитовного будинку | www.muzeumpragi.muzeumwarszawy.pl                 |                                                                                 |      |
| 6  | Музей Волі                                   | вул. Сребрна 12                   | Палац Олександра Сікорського (бл. 1880) | www.muzeumwoli.muzeumwarszawy.pl                  |                                                                                 |      |
| 7  | Центр документації й досліджень Korczakianum | вул. Якторовська 6                | Дім сиріт | www.korczakianum.muzeumwarszawy.pl                |                                                                                 |      |
| 8  | Музей друкарства                             | вул. Зенбковська 23/25            | | www.muzeumdrukarstwa.muzeumwarszawy.pl            | Відвідування лише за попередньої домовленості з Відділом навчання Музею Варшави |      |
| 9  | Центр інтерпретації пам'яток                 | вул. Бжозова 11/13                | | www.ciz.muzeumwarszawy.pl                         |                                                                                 |      |
| 10 | Варшавський барбакан                         | вул. Новомєйська                  | Будинок варшавського барбакану | www.muzeumwarszawy.pl/muzeum/lokalizacje/barbakan | Виставка діє лише у літній час (1 травня — 30 вересня)                          |      |